# Rio Valbona
Il Rio Valbona è un corso d'acqua a carattere torrentizio delle Dolomiti. Nasce ai piedi del Gruppo del Bosconero e sfocia nel Piave presso Ospitale di Cadore. La valle percorsa dal torrente delimita, rimanendone esclusa, la riserva naturale Val Tovanella. 